# Joseph Daultanne
Joseph Augustin Fournier de Loysonville, genannt Joseph Daultanne (* 18. August 1759 in Valréas; † 7. Januar 1828 ebenda) war ein französischer Général de division. 

## Leben
1775 trat Daultanne in die königliche Armee ein. Während der Revolutionskriege konnte er sich mehrfach durch Mut und Tapferkeit auszeichnen und wurde auch sehr schnell befördert. 
Unter Führung von General Jean-Baptiste Jourdan kämpfte er u. a. vor Amberg (24. August 1796). Später wechselte er in den Stab von General André Masséna und nahm an der Schlacht bei Zürich (25./26. September 1799) teil. 
Nach weiteren Beförderungen kämpfte er tapfer bei Engen (3. Mai 1800), Hohenlinden (3. Dezember 1800), Austerlitz (2. Dezember 1805), Jena (14. Oktober 1806), Preußisch Eylau (7./8. Februar 1807) und Friedland (14. Juni 1807). 
Nach dem Frieden von Tilsit (7./9. Juli 1807) berief ihn Napoleon zum Militärgouverneur von Warschau (→Herzogtum Warschau).
Nach der Schlacht bei Paris (30. März 1814) und der Abdankung Napoleons (→Vertrag von Fontainebleau) wurde Daultanne zum Parteigänger König Ludwig XVIII. Auch während Napoleons „Herrschaft der Hundert Tage“ stand Daultanne treu zu den Bourbonen. Im Laufe des Jahres legte Daultanne seine Ämter nieder und ließ sich in seiner Heimatstadt nieder. Joseph Daultanne starb am 7. Januar 1828 und fand dort auch seine letzte Ruhestätte.

## Ehrungen
- Dezember 1803 Chevalier der Ehrenlegion
- Juni 1804 Commandeur der Ehrenlegion
- 1808 Baron de l’Émpire
- 4. April 1815 Grand Officier der Ehrenlegion
- 13. August 1815 Chevalier des Ordre royal et militaire de Saint-Louis
- Sein Name findet sich am westlichen Pfeiler (36. Spalte) des Triumphbogen am Place Charles-de-Gaulle (Paris).